# Offensiva di Bratislava-Brno
L'offensiva di Bratislava-Brno fu un'operazione guidata dall'Armata Rossa nella Slovacchia occidentale e nella Moravia meridionale sul finire della Seconda guerra mondiale (25 marzo - 5 maggio 1945) che, col supporto del 2° Fronte ucraino, mirava a conquistare Bratislava (capitale della Slovacchia) e Brno, la capitale della Moravia. L'operazione seguì le altre guidate dal 4° Fronte ucraino (offensiva Moravia-Ostrava) e dal 3° Fronte ucraino (offensiva di Vienna) incominciate nel marzo 1945.

## L'offensiva

### Avanzata verso Bratislava

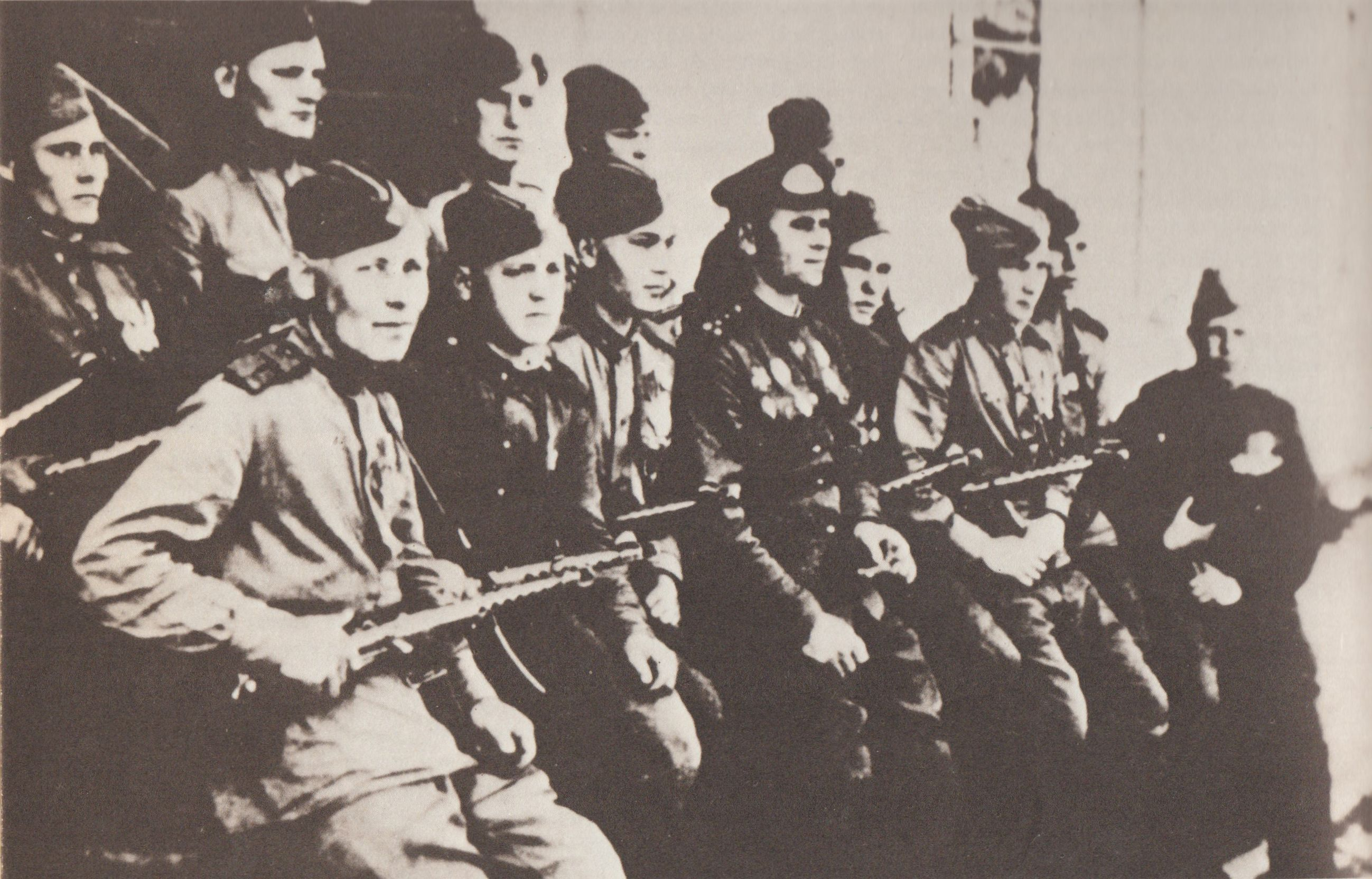
Un plotone di soldati sovietici della flotta del Danubio, dopo la liberazione di Komárno (aprile 1945).

All'inizio dell'offensiva la 7ª Armata, in un attacco a sorpresa in notturna, ruppe le linee difensive della fanteria tedesca (divisioni 153 e 357) su fiume Hron. La breccia apertasi (ampia 17 km) permise ai sovietici di avanzare, in due giorni, fino a 35 km a ovest di Nové Zámky. Queste unità furono assistite dalle navi della Flotta sovietica del Danubio (guidata dall'ammiraglio Klostakakov) tra i villaggi di Moča e Radvaň nad Dunajom per far sbarcare la 83ª Brigata Marina. Il 29 marzo l'Armata Rossa conquistò Komárom (e pare di Komárno) in Ungheria e Nové Zámky in Slovacchia.
La settima armata si avviò, così, verso Bratislava procedendo a rilento a causa della conformazione del territorio. Il 26 marzo 1945 la 4ª Armata Rumena liberò Banská Bystrica, il centro dell'insurrezione nazionale slovacca del 1944. Il 2 aprile la battaglia di Bratislava ebbe inizio quando le unità sovietiche conquistarono l'aeroporto di Vajnory. Il presidente Jozef Tiso e il governo fantoccio slovacco, avevano già abbandonato la capitale il 5 aprile, cercando asilo nel monastero austriaco di Kremsmünster.
Nella notte del 3 aprile i tedeschi distrussero tutti i ponti principali sul Danubio ma furono comunque respinti dai sovietici. Bratislava fu liberata il 4 aprile (alcuni distretti meridionali, invece, il 5 aprile). Il governo cecoslovacco fu trasferito a Bratislava l'8 maggio e poco dopo a Praga.

### Attraversamento del Morava
In seguito, i sovietici, si spinsero lungo il fiume Morava e le zone umide circostanti, superando l'ostacolo il 6 aprile e ripristinando un ponte danneggiato. Seguirono quattro giorni di battaglia nei pressi di Lanžhot, liberata l'11 aprile nonostante i gravi danni alle abitazioni. Si stima che siano deceduti oltre 1500 soldati russi e almeno duemila cavalli della fanteria come risultato del freddo e dell'umidità. Hodonín fu liberata il 13 aprile, mentre Trenčín il 10 aprile (i suoi distretti, tuttavia, furono liberati il 29 aprile).

### Battaglia di Ořechov
Le unità sovietiche del 7º Corpo Meccanizzato avanzarono verso il fiume Jihlava dove si scontrarono con la divisione Feldherrnhalle. Verso il 18 aprile l'avanzata sovietica fu bloccata nei pressi di Rajhrad, 15 km a sud di Brno. Alle 10 di sera di quel giorno, però, i sovietici continuarono a marciare raggiungendo il piccolo villaggio di Ořechov, a 12 km da Brno che ora rientrava nel campo d'azione dell'artiglieria sovietica. Qualche carrarmato sovietico riuscì ad addentrarsi ancora più a nord, in villaggi come Popůvky, oppure direttamente alle porte di Brno (venendo, però, distrutto). Il 19 aprile i tedeschi riconquistarono Ořechov e il 20 aprile si ripresero Popůvky. Con l'intervento dei partigiani cecoslovacchi, il 23-24 aprile 1945 i sovietici liberarono nuovamente Ořechov ma gli scontri con i tedeschi perdurarono una settimana. Morirono 960 sovietici e 275-300 nazisti, oltre che 23 abitanti di Ořechov (di cui furono distrutte due terzi delle abitazioni).

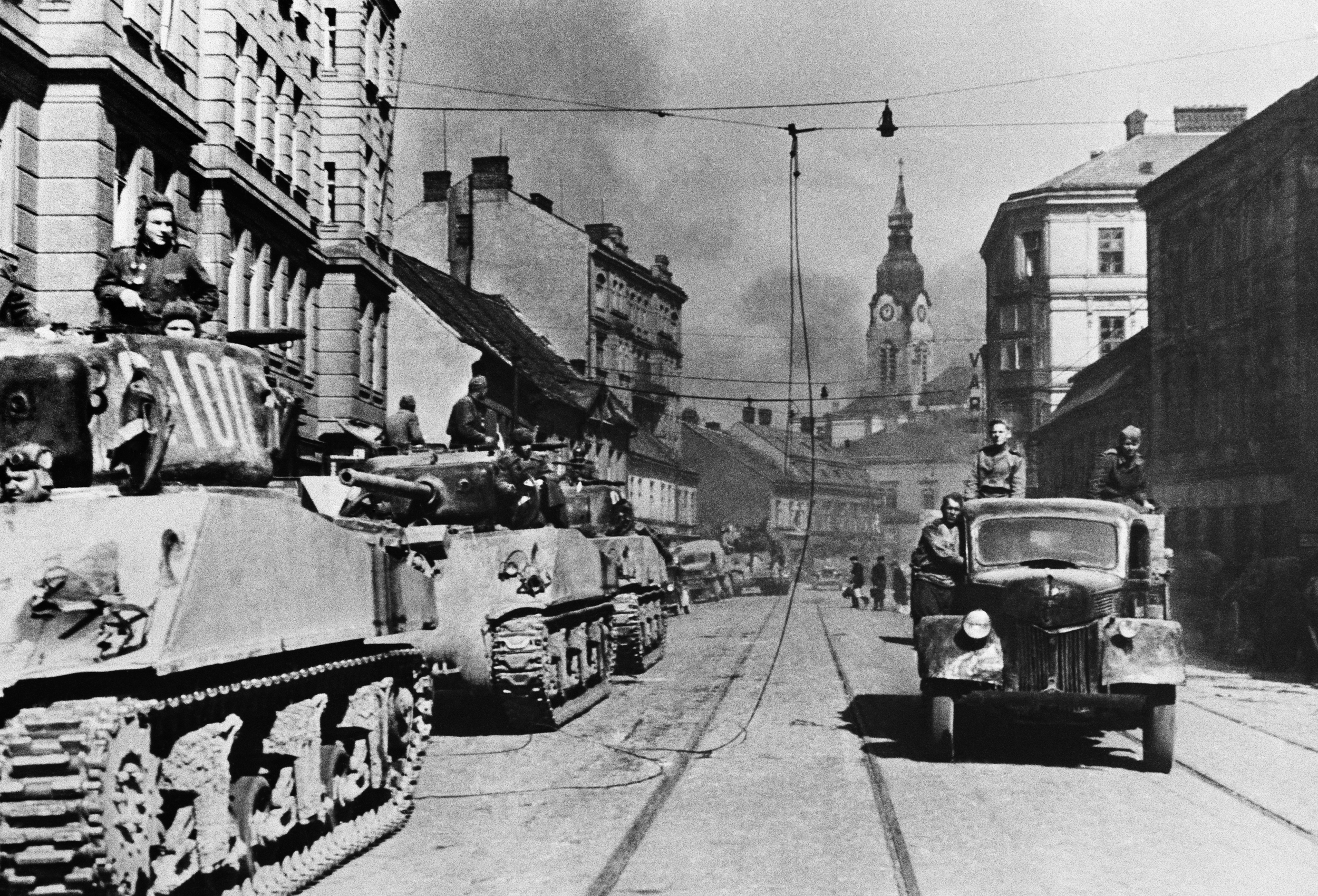
Un carrarmato sovietico (M4 Sherman) per le strade di Brno nell'aprile 1945.

### Liberazione di Brno
Il nuovo assalto sovietico fu supportato dalla 6ª Armata corazzata delle guardie, appena sopraggiunta dopo la caduta di Vienna. Le due armate attaccarono ad est di Brno, avandanzo verso Šlapanice e Slavkov u Brna. Questa avanzata aprì una breccia nella linea difensiva tedesca (23 aprile) e due giorni dopo i carrarmati sovietici raggiunsero la periferia di Brno ad est e a sud. La mattina del 26 aprile il centro città fu liberato e a mezzogiorno fu liberata la Fortezza dello Spielberg, fino ad allora utilizzata come prigione locale dalla Gestapo.
Brno, dunque, fu liberata il 26 aprile 1945, ma alcuni dei distretti settentrionali rimasero nelle mani dei nazisti fino al 5 maggio. In quei giorni le truppe del 2° Fronte ucraino si aprirono un varco verso nord per unirsi alle forze del 4° Fronte, aggirando così la 1. Panzerarmee tedesca. Gli uomini del 2° Fronte, in seguito, aiutarono gli insorti nella Rivolta di Praga, mentre i soldati rumeni combatterono lungo il fiume Morava e liberarono le città di Otrokovice, Kroměříž e Prostějov.

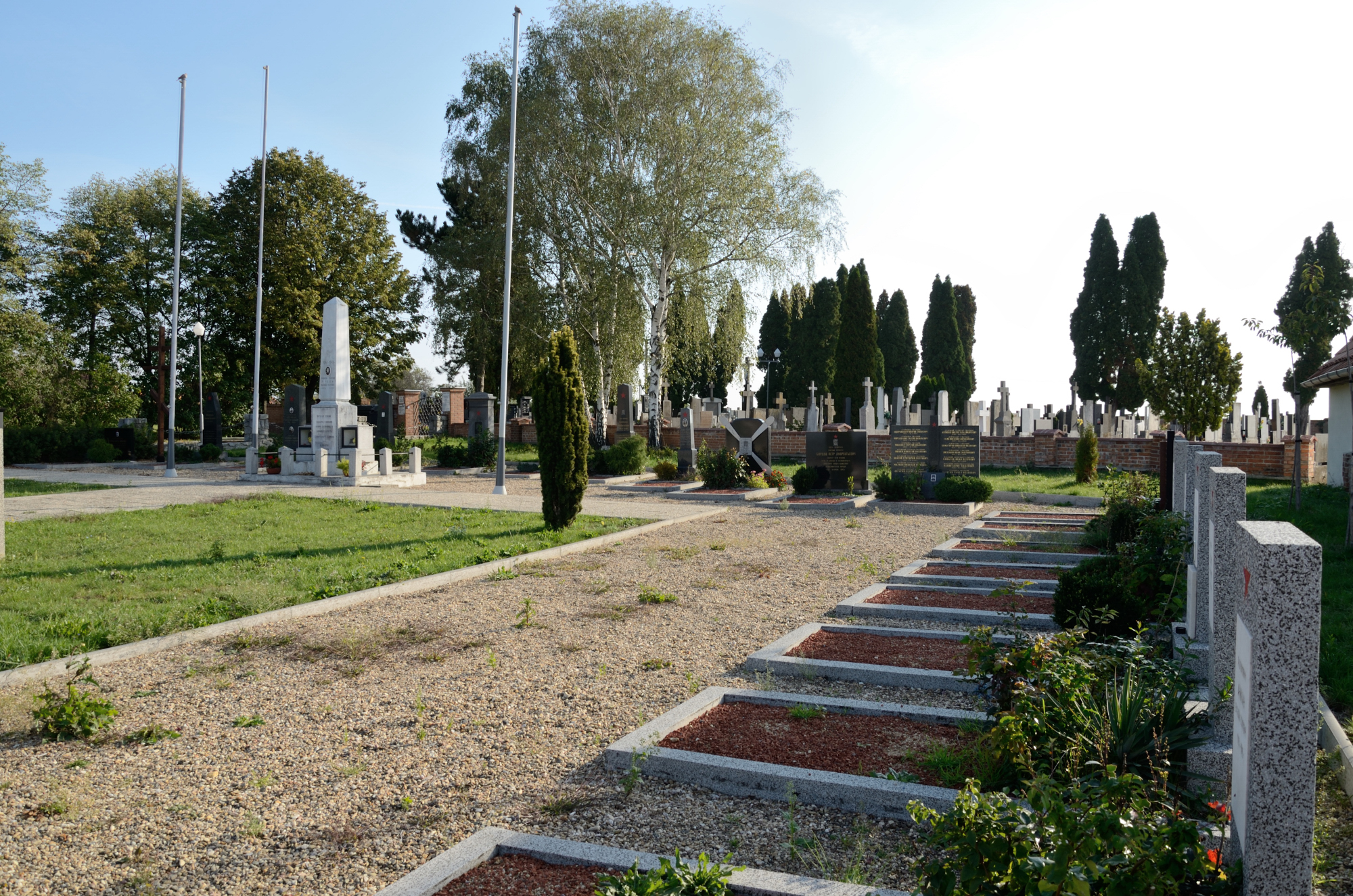
Il cimitero di Ořechov, dove sono stati seppelliti 1452 soldati sovietici.

## Conseguenze
Durante l'offensiva le truppe sovietiche persero all'incirca 17 000 uomini. Fonti sovietiche riportano che l'esercito fu in grado di distruggere almeno nove divisioni tedesche.
Inoltre, uno degli obiettivi della 53ª Armata Sovietica, coadiuvata da un gruppo di cecoslovacchi, fu quello di prendere controllo e difendere gli edifici di Brno fondamentali per il governo cecoslovacco. Quest'ultimo, tuttavia, a fronte degli ultimi sviluppi bellici si trasferì da Bratislava direttamente a Praga (10 maggio) e il presidente Edvard Beneš trascorse una settimana nella città di Brno prima di congiungersi al resto dei funzionari governativi a Praga.